# Petri Kokko
Petri „Pete” Mikael Kokko (ur. 21 lutego 1966 w Helsinkach) – fiński łyżwiarz figurowy, startujący w parach tanecznych z Susanną Rahkamo. Uczestnik igrzysk olimpijskich w Albertville (1992) i Lillehammer (1994), wicemistrz świata (1995), mistrz Europy (1995) oraz 8-krotny mistrz Finlandii (1984, 1985, 1987–1991, 1995).
W czerwcu 2008 roku choreografia quickstepa Rahkamo i Kokko z sezonu 1994/1995 została zaadaptowana jako jeden ze wzorów tańca obowiązkowego tzw. pattern dance wykonywany przez pary taneczne pod nazwą Finnstep.
W 1995 roku ożenił się ze swoją partnerką sportową Susanną Rahkamo. Mają dwoje dzieci: syna Maxa (ur. 2001) i córkę Camillę (ur. 2003).

## Osiągnięcia

### Z Susanną Rahkamo
| Zawody                            | 85–86          | 86–87          | 87–88          | 88–89          | 89–90          | 90–91          | 91–92          | 92–93          | 93–94          | 94–95          |                |                |                |                |                |                |                |
| Międzynarodowe                    | Międzynarodowe | Międzynarodowe | Międzynarodowe | Międzynarodowe | Międzynarodowe | Międzynarodowe | Międzynarodowe | Międzynarodowe | Międzynarodowe | Międzynarodowe | Międzynarodowe | Międzynarodowe | Międzynarodowe | Międzynarodowe | Międzynarodowe | Międzynarodowe | Międzynarodowe |
| --------------------------------- | -------------- | -------------- | -------------- | -------------- | -------------- | -------------- | -------------- | -------------- | -------------- | -------------- | -------------- | -------------- | -------------- | -------------- | -------------- | -------------- | -------------- |
| Igrzyska olimpijskie              |                |                |                |                |                |                | 6              |                | 4              |                |                |                |                |                |                |                |                |
| Mistrzostwa świata                |                | 20             | 20             | 13             | 6              | 7              | 5              | 4              | 3              | 2              |                |                |                |                |                |                |                |
| Mistrzostwa Europy                | 18             | 18             | 15             | 12             | 7              | 8              | 6              | 3              | 4              | 1              |                |                |                |                |                |                |                |
| Golden Spin of Zagreb             |                | 6              |                |                |                |                |                |                |                |                |                |                |                |                |                |                |                |
| Grand Prix International de Paris |                |                |                |                | 3              |                |                |                |                |                |                |                |                |                |                |                |                |
| Piruetten                         |                |                |                |                |                |                |                |                | 1              |                |                |                |                |                |                |                |                |
| Prize of Moscow News              |                | 14             |                |                |                |                |                |                |                |                |                |                |                |                |                |                |                |
| Skate America                     |                |                |                |                |                |                | 2              |                |                |                |                |                |                |                |                |                |                |
| Skate Canada International        |                |                |                |                |                |                |                | 1              |                |                |                |                |                |                |                |                |                |
| Krajowe                           |                |                |                |                |                |                |                |                |                |                |                |                |                |                |                |                |                |
| Mistrzostwa Finlandii             |                | 1              | 1              | 1              | 1              | 1              |                |                |                | 1              |                |                |                |                |                |                |                |

### Z Virpi Kunnas
| Mistrzostwa Finlandii | 1 | 1 |